# Che fine ha fatto Mr Y
Che fine ha fatto Mr Y. è un romanzo della scrittrice inglese Scarlett Thomas, pubblicato per la prima volta nel 2006, ed in lingua italiana nel 2007. La narrazione è portata avanti al presente e presenta vari flashback e ricordi che si fondono con il tessuto narrativo.

## Trama
Ariel Manto (il cui nome e cognome è un anagramma di I am not real, "non sono reale") è una studentessa di Filosofia che sta assemblando una tesi sugli esperimenti mentali con il suo professore, Saul Burlem, basandosi su testi come Zoonomia, e anche un rarissimo romanzo, che si vocifera sia maledetto, chiamato Che fine ha fatto Mr Y. di Thomas Lumas. Burlem, però, scompare di punto in bianco senza lasciare traccia, mentre all'università il Newton Building crolla a causa del cedimento di una ex-galleria della metropolitana che passava sotto di esso.
A causa di questo crollo, Ariel è costretta a tornare a casa a piedi, e durante il tragitto viene attratta da un negozio di libri, dove acquista una copia di Che fine ha fatto Mr Y. insieme a molti altri libri che fanno casualmente tutti parte della sua tesi per 50 £.
Giunta a casa, legge il libro ma si accorge che la copia del libro manca di una pagina, ma il giorno seguente, mettendo via i libri di Burlem, la trova nel volume Zoonomia. La pagina contiene la formula di un preparato omeopatico che permette a Mr. Y, protagonista del romanzo, di viaggiare nella Troposfera; gli ingredienti del preparato sono Carbo Vegetabilis ed acqua santa. 
Intanto all'università distribuiscono gli "sfollati" del Newton Building in nuovi uffici, ed Ariel è costretta a dividere l'ufficio di Burlem dove lavora alla sua tesi con due di essi: Heather, una biologa evolutiva, e Adam, un docente di teologia.
Acquistato il Carbo Vegetabilis e procuratasi l'acqua santa, Ariel prova la formula e si ritrova a viaggiare nella Troposfera, effettuando quella che Mr. Y chiama Pedesis. Entrando nella Troposfera una seconda volta scopre di avere dei nemici alle calcagna: sono ex-componenti di un esperimento sulla Troposfera; hanno scoperto che lei ha Che fine ha fatto Mr. Y e vogliono la formula (dato che dopo la fine dell'esperimento non ne hanno più). Sono dotati di KIDs (menti di bambini autistici ormai morti che facevano anch'essi parte dell'esperimento), che possono influenzare le menti delle persone che vengono visitate, anziché solo viaggiare in esse.
Tutto degenera velocemente: i due uomini chiedono di lei all'università, ed Heather, credendoli dei poliziotti, rivela dove lei abita; in seguito picchiano Adam, che non parla, e scappa verso un convento che sostiene il culto di San Giuda. Inseguita, Ariel lo raggiunge e nel convento passano del tempo insieme e sentono una forte attrazione l'uno per l'altro, ma non consumano. La mattina seguente lei riparte perché sente che non può mettere in pericolo l'intera comunità di credenti, e decide di partire per cercare Burlem, lasciando la pagina con la formula nella sua stanza.
Lo rintraccia attraverso la Pedesis e per qualche giorno si rifugia nella casa in cui lui stesso era fuggito, forte dell'appoggio della sua amante, Lura.
Burlem e Lura la spingono ad andare indietro nel tempo con la Pedesis per distruggere il manoscritto di Lumas, di modo che nessuno possa usare la formula per scopi sbagliati; Ariel acconsente, e si accinge a fare il suo ultimo viaggio nella Troposfera; lì trova i KIDs che cercano di farle del male, ma Adam la li fa scomparire dando loro metaforiche caramelle, che, sostiene, li affiderà alle mani di Dio. Ariel si rende conto che Adam è morto nella sua mente, altrimenti non sarebbe potuto essere lì con lei; per cui, a missione compiuta, decide di non tornare, e rimangono entrambi nella Troposfera, giungendo insieme fino ai suoi confini, raggiungendo una conoscenza assoluta.

## Troposfera
La troposfera è una dimensione fittizia composta dal pensiero, che assume la forma di un paesaggio urbano, metafora della mente di ciascuno. Da non confondersi con la troposfera che è parte dell'atmosfera terrestre - effettivamente il nome è lo stesso, ma nel libro viene spiegato come Lumas avesse introdotto la parola prima che questo nome fosse usato in meteorologia, e dato lo scarso successo del romanzo fosse caduto in disuso.
Alla Troposfera si accede grazie alla formula, la cui composizione è:
da versarsi in una storta o una beuta, e va agitata.
Il viaggio nella troposfera è chiamata Pedesis: nella Troposfera si può entrare nelle menti degli esseri viventi e viaggiare attraverso tempo e spazio, attraverso "prossimità geografica (nel mondo), tropografica (nella troposfera) e genealogica (nella mente)": per cui si può passare da una mente all'altra anche per relazione mentale o addirittura per parentela (infatti Ariel raggiunge la mente di Burlem grazie alla mente della figlia). Normalmente non sarebbe possibile modificare le menti che si visitano, a parte per eccezioni, quali i KIDs (che sono menti di bambini autistici), ed Ariel stessa.
La Pedesis non può durare oltre un certo tempo, perché nel mondo reale si rimane incoscienti per tutta la permanenza nella Troposfera, e quindi non si espletano funzioni vitali come bere o mangiare, e si è indifesi da attacchi fisici. 
Non è possibile accedere alla Troposfera nelle chiese e nei luoghi di culto dove l'energia delle preghiere interferisce con l'accesso alla troposfera.

## Che fine ha fatto Mr. Y
Che fine ha fatto Mr. Y è un romanzo fittizio di Thomas Lumas, che viene citato in larghi estratti nel libro. Tratta la storia di Mr. Y, che non è che un alter ego dell'autore, di come abbia provato per la prima volta la mistura di Carbo Vegetabilis e acqua santa per la Troposfera in un tendone e del suo primo viaggio, o, nella pagina strappata, chiedeva proprio la composizione della formula per poter effettuare la Pedesis anche da solo. Ma, si viene a sapere nel corso del libro, la Pedesis e la conoscenza derivata da essa lo rovinano: viene a sapere che ha reso infelice la moglie, che non riuscirà mai a battere il suo rivale in affari; e soprattutto comincia diventare dipendente dalla Troposfera ed i suoi segreti; 
Alla fine del libro, riferisce Ariel, Mr. Y, solo ed estremamente povero, morirà di inedia nella sua stanza.

## Edizioni
- Scarlett Thomas, Che fine ha fatto Mr Y., traduzione di Milvia Faccia, collana Nuova Narrativa Newton, Newton Compton Editori, 2008,  p. 376, ISBN 978-88-541-1099-1.